# Catharsius vansoni
Catharsius vansoni är en skalbaggsart som beskrevs av Ferreira 1960. Catharsius vansoni ingår i släktet Catharsius och familjen bladhorningar. Inga underarter finns listade.